# Ici même (maison d'édition)
Pour les articles homonymes, voir Ici même.
Ici même est une maison d'édition de bande dessinée fondée à Nantes en 2013 par Bérengère Orieux.

## Histoire
Bérengère Orieux a exercé chez Tartamudo éditions puis, pendant dix ans, chez Vertige Graphic avant de fonder à Nantes sa propre maison d'édition pour y publier des romans graphiques.
Fin 2019, la société comporte un catalogue de 45 œuvres, dont 90% d'auteurs étrangers, soit sept titres par an en moyenne. Cette même année, l'ouvrage de Giacomo Nanni Acte de Dieu fait partie de la sélection du Festival d'Angoulême avant de recevoir, en janvier 2020, le Prix de l'audace.

## Ouvrages notables
- Barbara Baldi, Ada, 2019 - Grand prix Artémisia 2020[5] ;
- Nina Bunjevac, Bezimena, 2018 - Prix Artémisia du dessin 2019 et dans la sélection du festival d'Angoulême[6] ;
- Giacomo Nanni Acte de Dieu, 2019 - Prix de l'audace en 2020.